# Henry Shoemaker Conard
Pour les articles homonymes, voir Shoemaker et Conard.
Henry Shoemaker Conard (né le 12 septembre 1874 à Philadelphie en Pennsylvanie, mort le 7 octobre 1971 à Haines City en Floride) est un botaniste américain.